# Lommetjärnet (Bäcke socken, Dalsland)
Lommetjärnet är en sjö i Bengtsfors kommun i Dalsland och ingår i Göta älvs huvudavrinningsområde.